# مرثد (اسم)
مرثد هو اسم علم مذكر من أصل عربي، ومعناه هو الرجل الكريم المنظم المنضود، ومرثد الغنوي (ت 4هـ) صحابي ابن صحابي.

## شخصيات تحمل الاسم
- مرثد بن أبي مرثد الغنوي
- مرثد بن عبد الله اليزني

## وصلات خارجية
- موسوعة السلطان قابوس لأسماء العرب